# Jan‐Ivar Bergqvist
Jan‐Ivar (Jie) Bergqvist, född 12 oktober 1947, är en svensk före detta fotbollsspelare. Han blev svensk mästare 1978 och 1980 med Östers IF, och var med i Östers mästarlag 1968, men spelade för få matcher för att få guldmedalj det året.
Jie Bergqvist spelade först för Växjö BK. Under sina bästa seniorår 1968–1980 var han trotjänare i backlinjen hos Östers IF. Efter andra mästartiteln gick han till Alvesta GIF